# Fischereifahrzeug
Als Fischereifahrzeuge werden alle (Wasser-)Fahrzeuge bezeichnet, die auf den Fang von Wassertieren spezialisiert sind. Es können beispielsweise sein:
- Trawler für die Schleppnetzfischerei. Sofern sie Verarbeitungsanlagen an Bord haben, um den Fang zu filetieren, zu frosten und zu verpacken, sind es Fabrikschiffe.
- Seiner für die Ringwadenfischerei
- Kutter für die Küsten- und kleine Hochseefischerei, auch in der Form von Krabbenkuttern
- Schiffe, die für die Langleinenfischerei genutzt werden oder Treibnetze einsetzen
- Walfänger werden ebenfalls zu den Fischereifahrzeugen gezählt.